# Estació de Ferrol
L'estació de Ferrol és una estació terminal situada a la ciutat de Ferrol, a la província de la Corunya. Té serveis de rodalia, mitjana i llarga distància tant d'ample ibèric com de via estreta. També té funcions logístiques.

## Situació
Està situada al centre de la ciutat de Ferrol, a l'Avinguda de Compostela s/n, al costat de l'Estació d'Autobusos de Ferrol. Es troba a 1,5 km del port, amb el qual està connectat a través del túnel d'A Malata, i també a prop de l'Autopista AP-9.
És una estació terminal, situada al punt quilomètric 42,8 de la línia que uneix Betanzos amb Ferrol, d'ample ibèric, via única i no electrificada. També és el punt de partida de la línia Ferrol-Gijón, de via estreta, única i no electrificada, amb serveis operats antigament per l'empresa Feve, actualment integrada a Renfe Operadora i Adif.

## Trens

### Rodalies
| Línia | Origen/destinació | Destinació/origen |
| ----- | ----------------- | ----------------- |
| C-1f  | Ortigueira        | Terminal          |

### Regional
| Línia | Origen/destinació | Destinació/origen |
| ----- | ----------------- | ----------------- |
| R1f   | Oviedo Gijón      | Terminal          |

### Mitjana Distància
| Línia | Origen/destinació | Destinació/origen |
| ----- | ----------------- | ----------------- |
| 5     | A Coruña          | Terminal          |

### Llarga Distància
| Tren                | Origen/destinació | Parades Intermèdies | Destinació/origen | Observacions                 |
| ------------------- | ----------------- | --- | ----------------- | ---------------------------- |
| Alvia               | Ferrol            | Pontedeume · Betanzos-Cidade · Betanzos-Infesta · Curtis · Teixeiro · Guitiriz · Lugo · Sarria · Monforte de Lemos · Ourense-Empalme · A Gudiña · Puebla de Sanabria · Zamora · Medina del Campo · Segòvia-Guiomar                                                                                                 | Madrid-Chamartín  | 2 trens diaris per sentit    |
| Trenhotel Atlántico | Ferrol            | Pontedeume · Betanzos-Cidade · Betanzos-Infesta · Curtis · Guitiriz· Lugo · Sarria · Monforte de Lemos · San Clodio-Quiroga · A Rúa-Petín · O Barco de Valdeorras · Ponferrada · Bembibre · Astorga · Veguellina · León · Sahagún · Palencia · Venta de Baños · Valladolid-Campo Grande · Medina del Campo · Àvila | Madrid-Chamartín  | 6 trens setmanals per sentit |